# Джейн Тейлор (тенісистка)
Джейн Тейлор (англ. Jane Taylor; нар. 7 листопада 1972) — колишня австралійська тенісистка.
Найвищу одиночну позицію світового рейтингу — 126 місце досягла 7 лютого 1994, парну — 163 місце — 4 грудня 1995 року.
Найвищим досягненням на турнірах Великого шолома було 3 коло в одиночному розряді.

## Фінали ITF

### Одиночний розряд (9–11)
| турніри $25,000 |
| турніри $10,000 |

| Результат | Ранг | Дата              | Турнір                   | Покриття | Суперниця           | Рахунок       |
| --------- | ---- | ----------------- | ------------------------ | -------- | ------------------- | ------------- |
| Поразка   | 1.   | 11 березня 1990   | Бендіго, Австралія       | Тверде   | Кіррілі Шарп        | 0–6, 6–7      |
| Перемога  | 1.   | 2 березня 1992    | Мілдьюра, Австралія      | Трава    | Джулі Річардсон     | 7–6, 6–3      |
| Перемога  | 2.   | 23 березня 1992   | Нью Касл, Австралія      | Трава    | Джулі Річардсон     | 6–3, 3–6, 6–3 |
| Перемога  | 3.   | 9 серпня 1992     | Колледж-Парк, США        | Тверде   | Кароль Лукареллі    | 7–5, 6–3      |
| Поразка   | 2.   | 7 березня 1993    | Мілдьюра, Австралія      | Трава    | Кіррілі Шарп        | 0–6, 6–4, 3–6 |
| Поразка   | 3.   | 14 березня 1993   | Водонга, Австралія       | Трава    | Ліса О'Нілл         | 2–6, 4–6      |
| Поразка   | 4.   | 21 березня 1993   | Канберра, Австралія      | Трава    | Кетрін Берклей      | 4–6, 6–4, 2–6 |
| Перемога  | 4.   | 28 березня 1993   | Бендіго, Австралія       | Трава    | Кетрін Берклей      | 4–6, 6–0, 7–6 |
| Поразка   | 5.   | 21 листопада 1993 | Порт-Пірі, Австралія     | Тверде   | Мішелл Джаггерд-Лай | 2–6, 1–6      |
| Поразка   | 6.   | 13 березня 1994   | Воррнамбул, Австралія    | Тверде   | Енджи Каннінгем     | w/o           |
| Поразка   | 7.   | 5 березня 1995    | Воррнамбул, Австралія    | Тверде   | Мелісса Бідмен      | 6–7, 4–6      |
| Перемога  | 5.   | 12 березня 1995   | Водонга, Австралія       | Тверде   | Енджі Марік         | 6–4, 2–6, 7–6 |
| Перемога  | 6.   | 26 березня 1995   | Бендіго, Австралія       | Тверде   | Енджи Каннінгем     | 6–0, 6–4      |
| Перемога  | 7.   | 3 липня 1995      | Норфолк (Вірджинія), США | Тверде   | Сенді Шуріфонґ      | 7–5, 6–1      |
| Поразка   | 8.   | 16 липня 1995     | Істон, США               | Тверде   | Сара Прітчард       | 3–6, 4–6      |
| Поразка   | 9.   | 4 березня 1996    | Воррнамбул, Австралія    | Трава    | Тамарін Танасугарн  | 4–6, 1–6      |
| Перемога  | 8.   | 2 червня 1996     | Ель-Пасо, США            | Тверде   | Енн Мелл            | 4–6, 6–1, 6–2 |
| Поразка   | 10.  | 10 листопада 1996 | Бендіго, Австралія       | Тверде   | Аннабел Еллвуд      | 3–6, 4–6      |
| Перемога  | 9.   | 10 березня 1997   | Канберра, Австралія      | Трава    | Еві Домінікович     | 7–5, 4–6, 6–4 |
| Поразка   | 11.  | 24 березня 1997   | Корова, Австралія        | Трава    | Еві Домінікович     | 4–6, 2–6      |

### Парний розряд (9–6)
| Результат | Ранг | Дата              | Турнір                       | Покриття | Партнерка       | Суперниці                          | Рахунок       |
| --------- | ---- | ----------------- | ---------------------------- | -------- | --------------- | ---------------------------------- | ------------- |
| Поразка   | 1.   | 19 листопада 1989 | Голд-Кост, Австралія         | Тверде   | Луїс Стейсі     | Крістін Кунс Кейт Макдоналд        | 4–6, 2–6      |
| Поразка   | 2.   | 23 березня 1992   | Ньюкасл, Австралія           | Ґрунт    | Мішель Андерсон | Джулі Річардсон Аманда Трейл       | 4–6, 2–6      |
| Перемога  | 1.   | 9 серпня 1992     | Колледж-Парк (Меріленд), США | Тверде   | Сара Лузмор     | Мішел Мейр Карен ван дер Мерве     | 6–4, 6–3      |
| Поразка   | 3.   | 7 березня 1993    | Мілдьюра, Австралія          | Трава    | Кейт Макдоналд  | Кетрін Берклей Кіррілі Шарп        | 1–6, 2–6      |
| Перемога  | 2.   | 14 березня 1993   | Водонга, Австралія           | Трава    | Кейт Макдоналд  | Робін Модслі Деніелл Томас         | 2–6, 6–3, 6–3 |
| Перемога  | 3.   | 21 березня 1993   | Канберра, Австралія          | Трава    | Кейт Макдоналд  | Майя Авотінс Робін Модслі          | w/o           |
| Перемога  | 4.   | 28 березня 1993   | Бендіго, Австралія           | Трава    | Кейт Макдоналд  | Майя Авотінс Естер Нокс            | 6–3, 6–1      |
| Поразка   | 4.   | 13 березня 1994   | Воррнамбул, Австралія        | Тверде   | Кейт Макдоналд  | Нікол Уменс Шеннон Пітерс          | w/o           |
| Поразка   | 5.   | 5 березня 1995    | Воррнамбул, Австралія        | Тверде   | Труді Мусгрейв  | Гейл Біггс Нікол Уменс             | 1–6, 5–7      |
| Перемога  | 5.   | 12 березня 1995   | Водонга, Австралія           | Тверде   | Труді Мусгрейв  | Гейл Біггс Нікол Уменс             | 6–3, 6–2      |
| Перемога  | 6.   | 19 березня 1995   | Канберра, Австралія          | Тверде   | Труді Мусгрейв  | Гейл Біггс Нікол Уменс             | 6–3, 6–2      |
| Поразка   | 6.   | 26 березня 1995   | Бендіго, Австралія           | Тверде   | Труді Мусгрейв  | Гейл Біггс Нікол Уменс             | 6–7, 5–7      |
| Перемога  | 7.   | 11 березня 1996   | Канберра, Австралія          | Трава    | Труді Мусгрейв  | Джоанн Ліммер Ліза Макші           | 6–4, 5–7, 6–4 |
| Перемога  | 8.   | 25 березня 1996   | Олбері, Австралія            | Трава    | Труді Мусгрейв  | Джоанн Ліммер Ліза Макші           | 6–0, 6–3      |
| Перемога  | 9.   | 4 квітня 1997     | Корова, Австралія            | Трава    | Труді Мусгрейв  | Нанні де Вільєрс Ширлі-Енн Сіддалл | 6–4, 4–6, 6–2 |